# چاه موتور شماره ۲ ولی‌عصر
چاه موتور شماره ۲ ولی‌عصر روستایی در دهستان جلگه ماژان بخش جلگه ماژان شهرستان خوسف استان خراسان جنوبی ایران است.

## جمعیت
بر پایه سرشماری عمومی نفوس و مسکن در سال ۱۳۹۵ جمعیت این روستا ۵۸ نفر (۱۸خانوار) بوده‌است.